# Proteus Design
Proteus Design — пакет програм для автоматизованого проєктування (САПР) електронних схем. Розробляється компанією Labcenter Electronics (Велика Британія).

## Опис
Пакет являє собою систему схемотехнічного моделювання, що базується на основі моделей електронних компонентів, прийнятих в PSpice. Відмінною рисою пакету Proteus Design є можливість моделювання роботи програмованих пристроїв: мікроконтролерів, мікропроцесорних систем, DSP і ін. Proteus Design включає в себе більше 6000 електронних компонентів з усіма довідковими даними, а також демонстраційні ознайомчі проєкти. Додатково в пакет PROTEUS VSM входить система проєктування друкованих плат. Пакет Proteus складається з двох підпрограм: ISIS - програма синтезу та моделювання безпосередньо електронних схем і ARES - програма розробки друкованих плат. Разом з програмою встановлюється набір демонстраційних проєктів для ознайомлення. Також програма включає в себе інструменти USBCONN і COMPIM, які дозволяють підключити віртуальний пристрій до USB- і COM-портів комп'ютера.